# Крістіан фон Лем
Крістіан фон Лем (нім. Christian vom Lehn, 14 квітня 1992) — німецький плавець.
Призер юнацьких Олімпійських Ігор 2010 року, учасник Ігор 2012 року.
Призер Чемпіонату світу з водних видів спорту 2011 року.
Призер Чемпіонату Європи з водних видів спорту 2012 року.